# Districtul Renu Nakhon
Renu Nakhon (în thailandeză เรณูนคร) este un district (Amphoe) din provincia Nakhon Phanom, Thailanda, cu o populație de 46.353 de locuitori și o suprafață de 254,0 km².